# Chantecler (Rostand)
Pour les articles homonymes, voir Chantecler.
Chantecler est une pièce de théâtre en quatre actes d'Edmond Rostand créée en 1910. Elle est représentée pour la première fois le 7 février 1910 au théâtre de la Porte-Saint-Martin. Les rôles principaux sont interprétés par Lucien Guitry, Jean Coquelin, Félix Galipaux et Madame Simone.
Sur une basse-cour règne un coq, Chantecler, si convaincu de son importance qu'il s'imagine, par son chant, faire se lever le soleil. Mais l'arrivée d'une poule faisane bouleverse sa vie, lui révélant l'amour, de telle sorte qu'il en oublie de chanter. L'astre du jour étant cependant apparu, Chantecler devient la risée de tous les animaux domestiques et sauvages, surtout des hiboux, créatures de la nuit qui le détestent. Ils le contraignent à accepter un combat public avec un autre coq. Le combat se déroule dans le salon littéraire de la Pintade. Vainqueur après avoir frôlé la mort, Chantecler défend alors la basse-cour contre les menaces d'un épervier et recouvre ainsi une part de son prestige. Injustement délaissée, mais comprenant que chez le coq la vanité est plus forte que l'amour, la faisane se sacrifie pour lui et se porte à sa place au-devant d'un chasseur. Un coup de feu est tiré, mais c'est un rossignol qui est blessé à mort. Le chant rauque du coq continue seul à célébrer l'aube.

## Historique
Chantecler est une pièce de théâtre en quatre actes d'Edmond Rostand écrite en 1910.

## La pièce

### Une œuvre de démesure
L’œuvre compte un nombre considérable d’acteurs, plus de 70 personnages, 195 costumes ayant demandé 35 000 heures de travail.  Après le succès de Cyrano, sa sortie est attendue avec une ferveur, attisée par les retards répétés. Les spectateurs viennent du monde entier assister à la première, le prix des places officielles est doublé.[réf. nécessaire] 
La prouesse technique de cette pièce l’a desservie par la suite . Elle est rarement reprise, les moyens de mise en scène, mis en œuvre par Rostand, étant extraordinaires.
Edmond Rostand écrit Chantecler après deux succès : Cyrano et L'Aiglon. Il en commence la rédaction à l'âge de 34 ans.
L'exigence est à la hauteur de la démesure du projet. La pression est énorme pour le jeune auteur. Rostand écrit avec aisance. Il conçoit lui-même les costumes et les maquettes des décors. Mais l'achèvement d'une pièce aussi colossale lui est pénible. Il est en butte à des problèmes de santé et à des crises d'angoisse. L'obligation de finir le "monstre" Chantecler devient pesante pour lui. Rostand met huit ans à achever son œuvre.

## Résumé
Tandis que le Merle, comme à son habitude, se moque de tout et de tout le monde, la Poule Grise confesse à la Poule Blanche qu’elle est amoureuse du coucou. le Pigeon, employé des Postes, s’arrête un instant
pour admirer celui que tous admirent : l’illustre Coq Chantecler, dirigeant incontesté de la basse-cour.
Toujours vantard, le Dindon prétend qu’il lui a jadis donné des leçons de chant. Pendant ce temps, Chantecler lui-même adresse au Soleil son hymne d’adoration quotidienne. Ensuite, il expédie chacun et chacune à sa tâche ordinaire. Resté seul, il se retrouve très satisfait de lui-même. 
Patou, chien bâtard et bourru, vient avertir Chantecler que le Paon et le Merle, représentant pour le premier la stupidité, pour le second l’esprit le plus faux, sont plus dangereux pour lui et son autorité que la première poule venue. Éclatent alors les coups de fusil des chasseurs. Un Faisane dorée tombe, épuisée, dans la cour.
Patou la cache dans sa niche. Sauvée, elle fait le tour de la propriété, conduite par un Chantecler aussitôt séduit. La Pintade, mondaine superficielle, transportée d’admiration par le charme de la nouvelle venue, invite cette Faisane à sa grande réception du lendemain. 
La nuit tombe. La Faisane, qui ne dort que d’un œil, surprend un complot contre le Coq. Cette conspiration nocturne est menée par le Grand-Duc, le Chat huant, les chouettes et les hiboux, avec le concours du Merle, de la Taupe, du Chat et de plusieurs autres conjurés.
Ils mettent au point leur grande machination contre Chantecler, cet annonciateur de la lumière, leur ennemie capitale.
Le Scoops révèle qu’un éleveur d’oiseaux a préparé pour des concours un défilé de coqs des races. Le Paon doit les présenter le lendemain chez la Pintade. Leur vue irritera certainement Chantecler, qui voudra les provoquer. Mais les conspirateurs ont infiltré ce défilé avec un
véritable coq de combat, dont les pattes portent des rasoirs. Un cocorico lointain disperse les conjurés.
Le Merle, resté seul, retrouve la Faisane angoissée. Préférant déjeuner, il quitte les lieux. Arrive alors le coq. Surpris de voir la belle faisane debout dès l’aube, Chantecler révèle son secret orgueilleux : c’est lui qui, par son cri sonore, fait lever le Soleil. D’abord sidérée, elle semble convaincue par la démonstration. Épuisé de faire fuir chaque jour l’obscurité et d'envoyer la lumière dans les moindres recoins, Chantecler s’avoue épouvanté d’une gloire dont il se sent indigne. Il souffre de ne pas trouver sa propre chanson dans son cœur. La Faisane, éblouie, lui déclare son amour. Mais le Merle a surpris la conversation.
Tandis que la Faisane les quitte pour se rendre chez la Pintade, le Merle déclare à Chantecler qu’il ne croit pas du tout à la réalité de son action. Il le prévient néanmoins de l'existence du complot. Dès lors, Chantecler décide de se rendre quand même chez la Pintade, souhaitant affronter son destin de façon chevaleresque.
Dans un coin du jardin, au potager, la Pintade donne sa grande réception. Averti par Chantecler de ce qui se prépare, Patou a cassé sa chaîne pour venir le soutenir quoi qu'il arrive. Après les
chœurs des Guêpes, des Cigales et des Abeilles, le Paon, très précieux et guindé, arbitre des élégances, annonce les coqs d’élevage. Leurs variétés sont des plus invraisemblables. La Pintade, est éperdue de bonheur. À ce moment paraît Chantecler, moqué par les invités. Critiquant le concours, il est provoqué par le Pile Blanc, grand coq de combat professionnel et réputé invincible. 
Chantecler, avant leur duel, tient à proclamer aux témoins son secret. Accueilli par un rire universel, puis accablé de blessures, il va succomber sous les coups de son adversaire. Soudain l’ombre de l’Épervier, vient terrifier toute la basse-cour, ravie de se réfugier sous l’aile bienveillante de Chantecler. L’Épervier éloigné, tous attendent la reprise du combat. Or, le Coq a repris courage en tremblant pour les autres et affronte son adversaire avec un style de combat novateur. Le Pile Blanc finit par se blesser lui-même avec ses couteaux et se sauve piteusement. 
Chantecler se remet de ses blessures et éprouve quelques difficultés à chanter. Cependant, il aime toujours autant sa basse-cour, son petit monde de "créatures naïves, crédules ou trop intelligentes". Après avoir dit au Merle ses quatre vérités, il s'exile dans la forêt avec la Faisane.
Au sein de la forêt, un chœur invisible, les oiseaux des bois, prient le Dieu des petits oiseaux et le bon saint François de leur donner leurs grains quotidiens. Chantecler et la Faisane échangent des paroles amoureuses, sous l’œil complice et amusé de l’omniscient Pivert. La Faisane, pourtant, souhaite être plus aimée que l’aurore et demande à Chantecler de lui sacrifier son chant, ce qu'il refuse. Les Crapauds, vils flatteurs, l'encouragent dans ce sens, et le félicitent d'être plus éloquent que le Rossignol. Ce rossignol intervient, outré. Une brève joute poétique oppose alors le Coq et le Rossignol à la voix si pure. Les Crapauds, juges et spectateurs, finissent par les déclarer ex-aequo, avant de disparaitre dans l’ombre. Tout le petit bois est dans l’enchantement. 
Un instant après, le Rossignol s’effondre,
anéanti par un chasseur. Les Nécrophores enterrent le corps. La Faisane console le Coq éploré en le couvrant de son aile- ruse qui lui permet de voir l’Aurore se lever sans que Chantecler ne pousse de cri. 
Patou, au nom de toute la ferme, vient réclamer le retour de Chantecler. Il accepte et fait ses adieux à la Faisane, mais d'autres chasseurs arrivent. Le rideau se baisse.

### Personnages

#### Chantecler

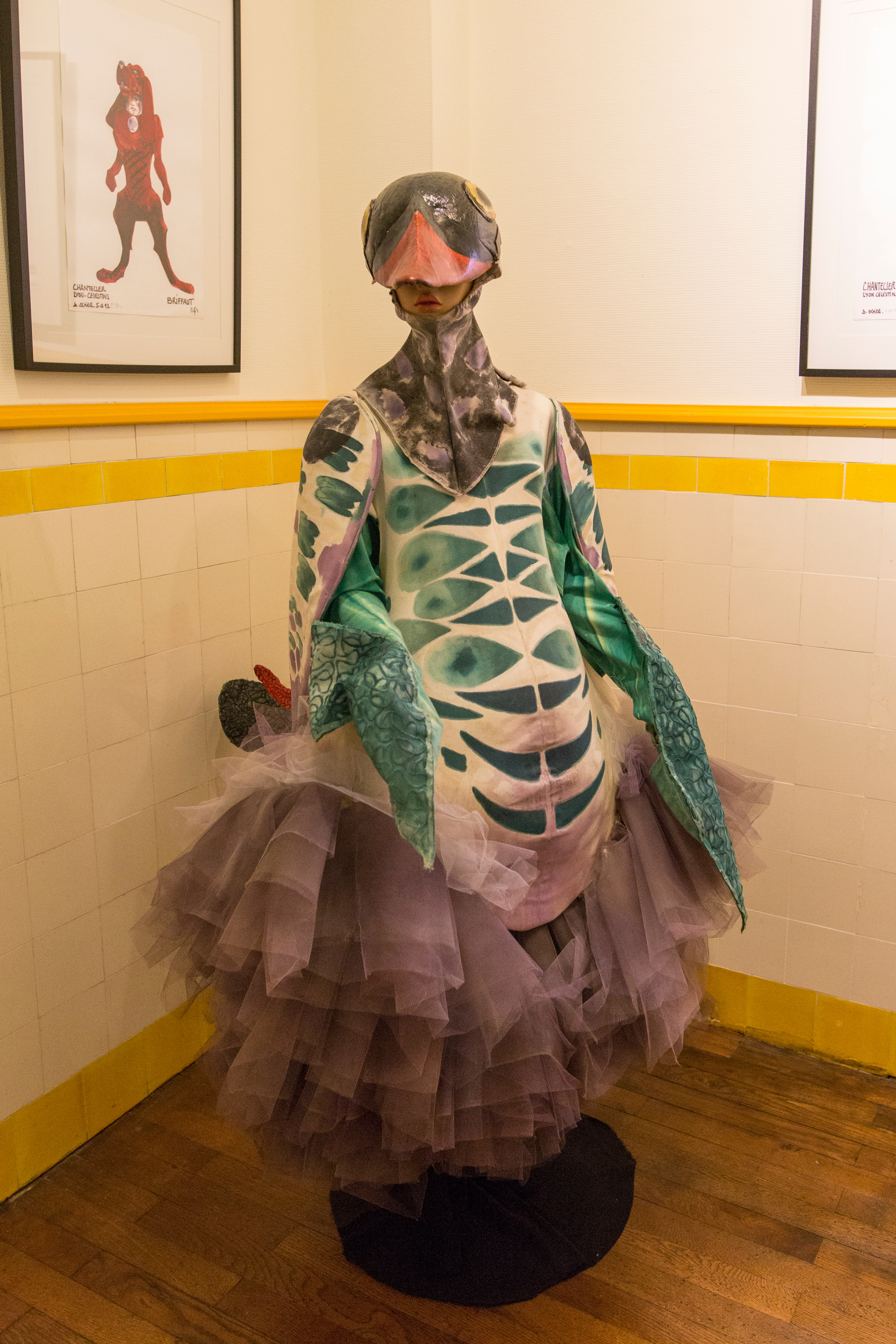
Le costume de Chantecler à la villa Arnaga.

Le coq occupe une place considérable dans le bestiaire symbolique. Il doit cette place à son « caractère » et à ses mœurs qui le distinguent des autres oiseaux. La mythologie, les cultes, les religions, la magie, les légendes, le folklore se sont emparés de lui. Dans Chantecler, le coq gaulois, normal et autochtone, règne dans sa basse-cour, adoré de ses poules, en maître et en pacha absolu. Il est un maître sévère et bon. Il ordonne mais il protège, il éveille mais il veille, il préserve les siens de l’oiseau de proie qui guette et de l’automobile qui passe. Il ne se contente pas d’assurer la lumière à ses sujets en réglant le soleil, il veille encore aux modestes travaux domestiques. Il représente l’ordre, le travail joyeux, l’harmonie. Il est dans la basse-cour le souverain légitime dont la volonté fait loi. On le craint mais surtout on l’aime. Naïvement, Chantecler se croît le maître du jour. Il imagine que son cocorico lancé aux quatre coins du ciel fait l’aurore et que tout le travail humain attend le signal auquel il donne un envol lyrique. Il porte en lui le soleil, il en est sûr et il en reste illuminé. Il lance avec conviction l’hymne du premier acte (Acte I, scène II) :
C'est que j'ose,

Avoir peur que sans moi l'Orient se repose !

Je ne fais pas « Cocorico ! » pour que l'écho

Répète un peu moins fort, au loin « Cocorico ! »

Je pense à la lumière et non pas à la gloire.

Chanter, c'est ma façon de me battre et de croire,

Et si de tous les chants mon chant est le plus fier,

C'est que je chante clair, afin qu'il fasse clair !

#### La Faisane
Le faisan et la faisane jouent un rôle important dans les mythes de l’Extrême-Orient. Le faisan est ainsi associé aux cycles du principe universel : le yin et le yang. Rostand ne reprend pas ce symbole pour la création de son personnage. Il utilise plutôt la morphologie de l’animal (beauté du plumage) pour créer un personnage séduisant. La Poule Faisane, c’est la beauté resplendissante des couleurs et des formes : cuirassée d’écarlate, casquée d’aigrettes aux tons d’aurore, allongée de plumes qu’elle balance en marchant, elle est, si l’on peut dire, un volatile d’une autre condition sociale, une tentatrice. La Faisane a toute la grâce et la splendeur de l’éternel féminin. Elle apparaît élégante, tendre et maligne, d’un charme extrême. Elle représente le mystère et l’attrait du péril. Elle est l’aventurière en même temps que l’amoureuse. Hôtesse de la forêt, elle vante à Chantecler les joies de la liberté, le charme des forêts où l’on respire l’air pur, qui ne ressemble en rien aux miasmes corrompus de la basse-cour. Sous la plume de Rostand, la faisane devient l'incarnation d'une femme moderne, émancipée et dominatrice. Avec le plumage, elle a pris tous les privilèges du mâle et elle est prête à livrer bataille en matière de féminisme.
Révoltée, affranchie, oui…comme a dit ce chien !

Mais de très grande race, et fière autant que franche,

Et faisane des bois !

#### Le Merle
Dans Chantecler, Rostand réinvente la symbolique du Merle moqueur, oiseau qui par son chant aigu et joyeux, raille ceux des autres oiseaux.
À travers les barreaux de sa cage, le Merle siffle des épigrammes, ironique et blagueur, et lance contre le coq et sur toutes choses des plaisanteries mal apprises d’un moineau parisien. Il parle toujours l’argot, tâchant d’être spirituel pour tourner tout en ridicule et cynisme. Il apparaît comme un personnage persifleur, toujours railleur, « fort en bec ». Avec ses jeux de mots obstinés, ses sautillements et ses blagues incessantes, il dénigre le cocorico franc et vainqueur de Chantecler, qui lui répondra plus tard, avec une tirade des plus violentes. Le Merle incarne l’esprit d’un mondain parisien, sceptique et railleur. Il représente la frivolité, la jalousie et la bassesse, la lâcheté et l'hypocrisie. Il est tout ce que l’on peut imaginer d’opposé à l’enthousiasme et à l’idéalisme campé par Chantecler et Patou.

#### Patou
Presque universellement, le chien a été associé à la mort et aux enfers, au sombre monde d’en dessous. Le chien est d’abord un guide et un conducteur des âmes dans l’au-delà. Il a prêté son apparence à tous les grands guides et gardiens des morts. Onzième signe du zodiaque chinois, le chien est, dans l'imaginaire de Rostand avant tout un symbole d’amitié et de loyauté. Patou représente le bon ami, fidèle et clairvoyant. Qui est-il ? D’où vient-il ? Il n’en sait rien, mais il sent que toutes les espèces en lui se confondent : il a la fidélité du caniche, la naïveté de l’épagneul, le cœur du Saint Bernard. Il n’hésitera pas à mettre en garde Chantecler contre le Merle et le Paon, personnages qu’il juge néfastes. À travers la pièce, Rostand utilise Patou comme pivot d'introduction et de présentation de situations.

#### La Pintade
La Pintade apparaît comme une personne prétentieuse, qui reçoit tous les lundis, dans un coin du jardin. Les invités sont toujours des êtres extraordinaires dans la vie sociale des précieux, comme les poussins de la C.A. (soit la couveuse artificielle) ou les animaux à deux têtes… Elle incarne le snobisme bourgeois. L’acte III, construit autour d'elle, est consacré intégralement à la réception. Organisée par la Pintade, le "five O'clock" représente une satire virulente de tous les snobismes esthétiques et mondains, et en particulier des salons littéraires de l’époque

#### Le Paon
Le paon faisant la roue est l’hiéroglyphe de la vanité et cette identification est passée dans le langage populaire. Ainsi, on prétend que le paon cesse de faire la roue lorsqu’il voit ses pieds, devient tout honteux de les voir si laids. Dans Chantecler, Rostand a choisi le paon pour son caractère vaniteux. Il s’est également inspiré de sa morphologie (queue multicolore et de grande envergure) et de ses mœurs (animal qui « fait la roue »). Comme tout salon classé, la Pintade a son grand homme : c’est le Paon. Il est chargé de présenter les hôtes de marque. C’est d’ailleurs lui qui introduit et commente l’arrivée d’une troupe de coqs, tous plus extraordinaires, compliqués, monstrueux et extravagants les uns que les autres, lors de la fameuse réception de la Pintade. Le Paon apparaît comme un personnage très vaniteux, un dandy stupide qui s’étale et professe des théories sophistiquées.

#### Le Rossignol
A la scène V de l'acte III de Roméo et Juliette, Shakespeare oppose le rossignol, chantre de l’amour dans la nuit finissante, à l’alouette, messagère de l’aube qui annonce la séparation : si les deux amants écoutent le rossignol, ils restent unis mais s’exposent à la mort ; s’ils écoutent l’alouette, ils sauvent leur vie, mais doivent se séparer. Le chant du rossignol est la magie qui fait oublier les dangers du jour. Ce chant merveilleux est celui de l’amour intemporel, irréel et dont la fragilité ne semble pas pouvoir supporter la dure réalité de la vie : il est l’expression de l’amour sublimé par l’imaginaire et implique un lien très étroit entre l’amour et la mort, évoquant du même coup l’amour intense qui, en rejoignant la mort, rejoint l’éternité. À travers le personnage du Rossignol dont le chant est si mélodieux, Rostand rend hommage à la mémoire de Lamartine, célèbre poète dont on disait qu’il était « la poésie même ».

#### Les Crapauds
De nos jours, le crapaud est synonyme de laideur et de maladresse. Dans Chantecler, les Crapauds coassent en bavant. Ils viennent complimenter Chantecler à propos de son chant mais n’hésitent pas à dénigrer le chant du Rossignol qu’ils trouvent « démodé ». Ils sont envieux à cause de leur impuissance. Il est vraisemblable que les personnages des crapauds soient une allusion aux critiques littéraires de l’époque, d’ailleurs présents dans la salle lors de la Première de Chantecler.

#### Les Oiseaux de la Nuit
Un peu partout dans le monde, les oiseaux de nuit sont assimilés aux revenants, aux âmes en peine et aux défunts qui reviennent gémir, la nuit, près de leur ancienne demeure. Les oiseaux de nuit sont des personnages conspirateurs, voulant à tout prix se débarrasser de Chantecler, dont le chant présage la lumière, dans laquelle ils ne sauraient vivre. Ils haïssent le coq et n’ont pas de peine à rallier à leur cause quelques oiseaux de jour que la gloire de Chantecler, autant que son chant, empêchent de dormir. Les « nocturnes » sont tous d’accord : il faut se débarrasser du coq, l’annonciateur de cette horrible chose qu’ils n’osent même pas nommer : le jour. Ils complotent la mort de Chantecler, sous la présidence du Grand Duc (race de hibou, oiseau de mauvais augure, souvent associé à la mort et au deuil) Les Oiseaux de nuit incarnent la haine envieuse de tout ce qui brille, comme le coq, trop
éclatant. Ce sont les ennemis du talent, probablement parce qu’ils n’en ont pas eux-mêmes.

## Distribution à la création

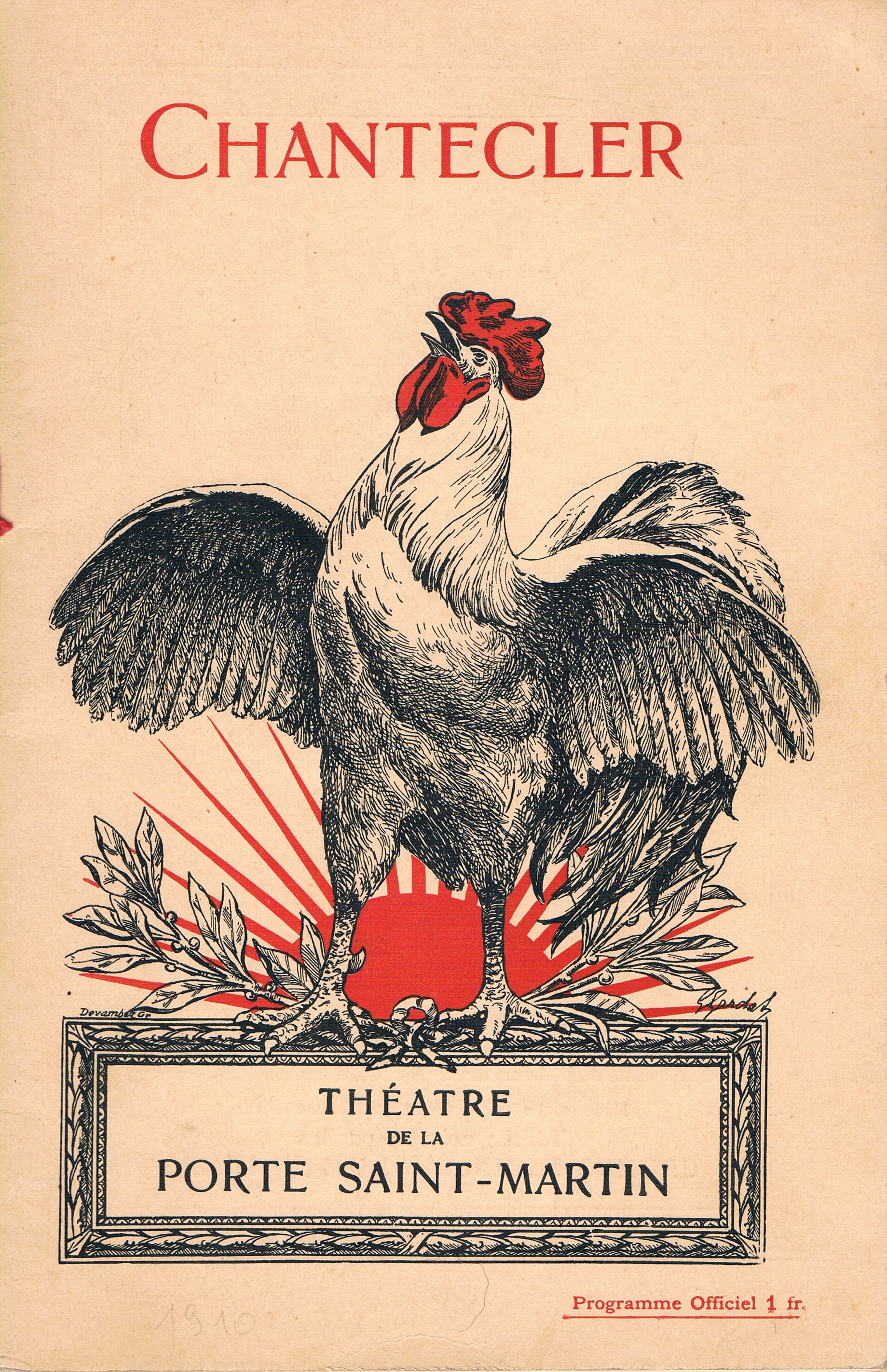
Couverture du programme à la création de la pièce.

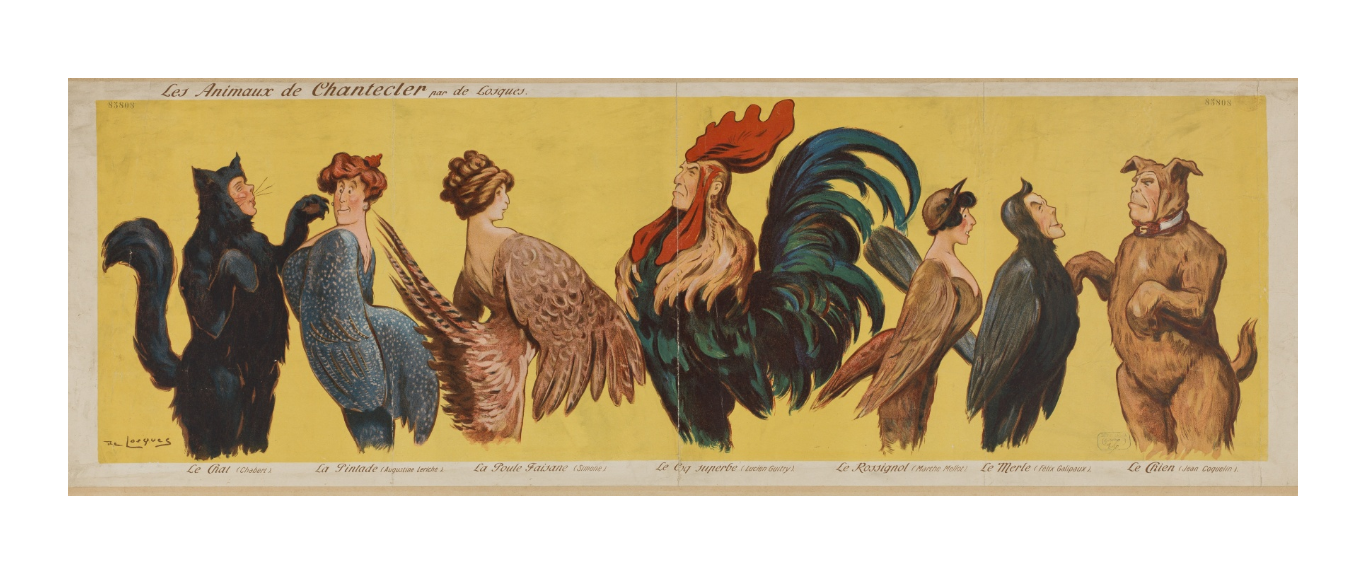
Les Animaux de Chantecler par Daniel de Losques. Le chat (Chabert). La pintade (Augustine Leriche). La poule faisane (Madame Simone). Le coq superbe (Lucien Guitry). Le rossignol (Marthe Mellot) le merle (Félix Galipaux) Le chien (Jean Coquelin)

| Rôles                           | le 7 février 1910 au Théâtre de la Porte-Saint-Martin                            |
| ------------------------------- | -------------------------------------------------------------------------------- |
| Chantecler                      | Lucien Guitry                                                                    |
| La Faisane                      | Madame Simone                                                                    |
| La Pintade                      | Augustine Leriche                                                                |
| Le Merle                        | Félix Galipaux                                                                   |
| Le Grand Duc                    | Georges Dorival                                                                  |
| Le Petit Scops                  | Charles Mosnier                                                                  |
| Le Chien de Chasse              | Charles Mosnier                                                                  |
| Le Pivert                       | Lucien Walter                                                                    |
| Le Dindon                       | Henri Harment                                                                    |
| Le Pintadeau                    | Déan                                                                             |
| Un Chapon                       | Person                                                                           |
| Le Jards                        | Adam                                                                             |
| Un jeune Coq                    | Jacobs                                                                           |
| Un Poulet                       | Talmont                                                                          |
| Un autre Poulet                 | Plan                                                                             |
| Un vieux Poulet                 | Danequin                                                                         |
| Le Rossignol                    | Marthe Mellot                                                                    |
| La Poule blanche                | Carmen Deraisy                                                                   |
| La Poule grise                  | Paulette Lorsy                                                                   |
| La Poule Houdan                 | Madeleine Deréval                                                                |
| La Poule noire                  | Frédérique Fabre                                                                 |
| La Poule beige                  | Suzanne Henner                                                                   |
| Une petite Poule                | Nangis                                                                           |
| La veille Poule                 | Léontine Bouchetal                                                               |
| La Dinde                        | Frédérique Fabre                                                                 |
| La Taupe                        | Suzanne Guillaumin                                                               |
| L'Oie                           | Deroy                                                                            |
| 1re Fauvette                    | Séphora Mossé                                                                    |
| 2e Fauvette                     | Uziago                                                                           |
| L'Araignée                      | Thérèse Dorny                                                                    |
| Patou                           | Jean Coquelin                                                                    |
| Le Chat huant                   | Pierre Renoir                                                                    |
| Le Paon                         | Dauchy                                                                           |
| Le Pigeon Voyageur              | Laumonier                                                                        |
| Le Coq de combat                | Sidney                                                                           |
| Un Coq et imitation des animaux | Marcel Gex                                                                       |
| Le Chat                         | Chabert                                                                          |
| Le Canard                       | Suarez                                                                           |
| Le Cygne                        | Franceschi ou Jacquin                                                            |
| Le Rat                          | Georges Pally                                                                    |
| L'Huissier d'une Pie            | Nattier                                                                          |
| Le Coucou                       | Thomen                                                                           |
| Les Nocturnes                   | Gravier, Leroy, Lomon, Bernay, Lévy, Moritz, Dénac, Lartis, Mignard et Guillaume |
| Trois Poulets sautillants       | Gilbert, Réalt, Arthus.                                                          |
| Les Coqs                        | Latour, Mollin, Dumain, Morel, Géo Dombreval, Totah, Lindey, Jarnac et Lautey    |
| Deux Poussins                   | Renée Pré et Guerrier                                                            |
| Premier Lapin                   | Laurier                                                                          |
| Deuxième Lapin                  | Dutain                                                                           |
| Les Crapauds                    | Georges Dorival, Charles Mosnier, Pierre Renoir, Harment, Géo Dombreval et Pally |
| Le Geai                         | Harry Geaik's                                                                    |

## Mises en scène notables
- 1910 : Mise en scène d'Edmond Rostand au Théâtre de la Porte Saint Martin
- 1910 : Mise en scène d'Edmond Rostand au Théâtre de l'Alhambra de Bordeaux
- 1992 : Mise en scène de Jean-Paul Lucet au Théâtre antique de Fourvière (Théâtre des Célestins)
- 1994 : Mise en scène de Jérôme Savary au Théâtre de Chaillot (Chanteclair)
- 2015 : Mise en scène d'Alexandre Fergui à la Villa Arnaga (Compagnie des Lueurs)

## Adaptations
- Rock-o-rico (1991), un long métrage d'animation de Don Bluth
- Chantecler, téléfilm français réalisé par Jean-Christophe Averty en 1977
- Lectures à une voix - Chantecler, 16/08/1954 : émission de Michel Polac - Lecture Aimé Clariond - Réalisation Guy Maxence, diffusion sur France Culture le 19/08/2017
- Le Petit Chanceler, Emile Cohl, 1910.
- The Bully’s End, un court-métrage d'animation réalisé par Harry Bailey en 1933[3].